# Christian Goethals
Christian Roger Xavier Marie Joseph Ghislain Goethals est un pilote de course belge né le 4 août 1928 à Heule et mort le 26 février 2003 à Courtrai. Il court au volant d'une Porsche Spyder en tant que pilote amateur durant les années 1950. Ses meilleurs résultats sont une deuxième place avec son frère en 1956 dans la catégorie 1 500 cm3 à Reims et une victoire dans la même classe l'année suivante à Forez.
Goethals acquiert une Cooper-Climax et la conduit en Formule 2 lors du Grand Prix d'Allemagne 1958, mais se retire de la course. Il ne participe pas en Formule 1, mais finit cinquième aux 1 000 kilomètres de Buenos Aires 1960 et second au GP de Spa. Il prend se retraite de la course plus tard dans la saison.
Goethals était le plus jeune enfant de René Goethals (1876-1928), un noble et bourgmestre de Heule, près de Courtrai en Belgique et de Jeanne Mols (1884-1968). Il était marié à Julie Opsomer.

## Résultats
| Année | Participant        | Châssis    | Moteur          | 1   | 2   | 3   | 4   | 5   | 6   | 7   | 8       | 9   | 10  | 11  | WDC | Points |
| ----- | ------------------ | ---------- | --------------- | --- | --- | --- | --- | --- | --- | --- | ------- | --- | --- | --- | --- | ------ |
| 1958  | Ecurie Éperon d'Or | Cooper T43 | Coventry Climax | ARG | MON | NED | 500 | BEL | FRA | GBR | GER Ret | POR | ITA | MDR | NC  | 0      |

## Biographie
- (en) Steve Small, Grand Prix Who is Who, Londres, Travel Publishing, 1999, 624 p. (ISBN 1-902007-46-8, OCLC 44398594)
- (en) Steve Small, The Guinness Complete Grand Prix Who's Who, Middlesex, Guinness, 1994, 416 p. (ISBN 0-85112-702-9, OCLC 476448741), p. 160
- Oscar Coomans de Brachène (dir.), Georges de Hemptinne, Humbert de Marnix de Sainte Aldegonde et Véronique de Goussencourt, État présent de la noblesse belge : Annuaire 2007, Bruxelles, coll. « Etat présent », 2007 (OCLC 794289672)
- (en) « Christian Goethals »